# Яновская, Елена Борисовна
Еле́на Бори́совна Яно́вская (род. 20 мая 1938, Ленинград) — советский и российский математик, экономист, доктор физико-математических наук, профессор, лауреат премии имени Л. В. Канторовича (2014).

## Биография
Дочь физика и геолога Б. М. Яновского. Сестра физика Т. Б. Яновской. В 1959 году окончила математико-механический факультет Ленинградского государственного университета.
С 1959 по 1965 годы работала в Ленинградском отделении математического института АН СССР имени В. А. Стеклова, старший лаборант, младший научный сотрудник.
В 1964 году защитила кандидатскую диссертацию.
С 1965 по 1975 годы работала в Ленинградском отделении Центрального экономико-математического института АН СССР, младший научный сотрудник, старший научный сотрудник, заведующая лабораторией теории игр.
С 1975 по 1990 годы работала в Институте социально-экономических проблем АН СССР, заведующая сектором, ведущий научный сотрудник.
В 1980 году защитила докторскую диссертацию.
С 1990 по 2015 годы работала в Санкт-Петербургском экономико-математическом институте РАН, заведующая лабораторией теории игр и принятия решений.
В 2003 году присвоено учёное звание профессора.

## Научная деятельность
Научные интересы: теория игр, теория группового выбора.
Участвовала в российских и международных грантах.

## Из библиографии
- Оптимальный выбор распределений в сложных социально-экономических задачах: (Вероятност. подход) / А. Я. Кирута, А. М. Рубинов, Е. Б. Яновская. — Л.: Наука, Ленингр. отд-ние, 1980. — 166 с.
- Печерский С. Л., Яновская Е. Б. Кооперативные игры: решения и аксиомы. — СПб.: Изд-во Европейского ун-та в С.-Петербурге, 2004. — 459 с.

### Диссертации
- Яновская Е. Б. Игры на единичном квадрате с квазиинвариантными ядрами: диссертация… кандидата физико-математических наук: 01.00.00. — Л., 1964. — 80 с.
- Яновская Е. Б.  Принципы равновесия в теории игр: диссертация… доктора физико-математических наук: 01.01.09. — Л., 1979. — 251 с.

## Награды
- Премия имени Л. В. Канторовича (2014) — за цикл работ «Кооперативный подход к задачам агрегирования и распределения»